# Voyage du héros
Le voyage du héros (hero's journey) ou monomythe, est un concept établi par Joseph Campbell et décrit dans son livre Le Héros aux mille et un visages en 1949. C'est une base, considérée comme étant un classique en narratologie, destinée à construire le voyage initiatique typique du héros que l'on peut trouver dans de nombreux récits du monde entier, en particulier, dans les œuvres littéraires et l'industrie cinématographique.
Il peut être résumé dans un scénario comportant 12 étapes. Ce dernier a été appliqué dans maintes œuvres littéraires ainsi qu'au cinéma, en particulier en raison du traité de scénario de Christopher Vogler dans les années 1990, ainsi que son ouvrage The Writer's Journey: Mythic Structure For Writers.

## Les douze étapes

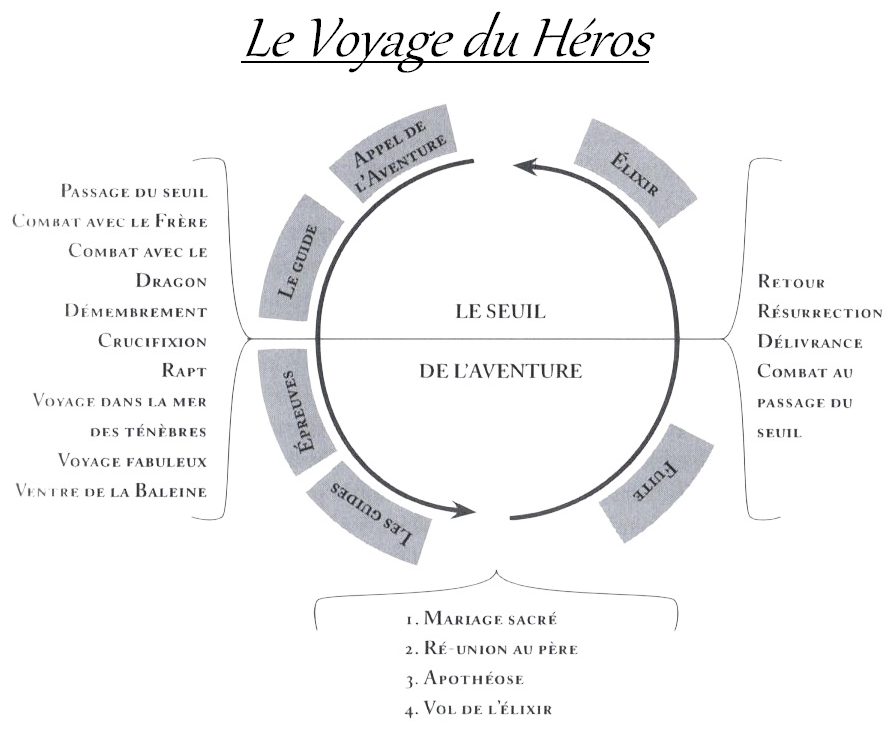
Le monomythe ou le Parcours du voyage du héros.

Ces douze étapes sont reprises de l'article en anglais A Practical Guide to the hero with a thousand faces. 
1. Le héros est dans son monde ordinaire : il s'agit d'une introduction qui fera mieux ressortir le caractère extraordinaire des aventures qui suivront.
2. Le héros est appelé à l'aventure, qui se présente comme un problème ou un défi à relever.
3. Le héros est d'abord réticent, il a peur de l'inconnu.
4. Le héros est encouragé par un mentor, vieil homme sage ou autre. Quelquefois le mentor donne aussi une arme magique, mais il n'accompagne pas le héros qui doit affronter seul les épreuves.
5. Le héros passe le « seuil » de l'aventure, il entre dans un monde extraordinaire, il ne peut plus faire demi-tour.
6. Le héros subit des épreuves, rencontre des alliés et des ennemis.
7. Le héros atteint l'endroit le plus dangereux, souvent en profondeur, où l'objet de sa quête est caché.
8. Le héros subit l'épreuve suprême, il affronte la mort.
9. Le héros s'empare de l'objet de sa quête : l'élixir.
10. Le héros prend le chemin du retour, où parfois il s'agit encore d'échapper à la vengeance de ceux à qui l'objet a été volé.
11. Le héros revient du monde extraordinaire où il s'était aventuré, transformé par l'expérience.
12. Le héros retourne dans le monde ordinaire et utilise l'objet de la quête pour améliorer le monde (donnant ainsi un sens à l'aventure).

## Critiques adressées au schéma
Le schéma du « voyage du héros » n'est généralement pas reconnu comme un outil d'analyse valide des mythes et des contes par les universitaires travaillant dans ces domaines, auprès desquelles il a suscité des critiques. Voir l'article « Monomythe ».